# Ruslán Batista
Pour les articles homonymes, voir Batista.
Ruslán Roberto Batista Machado est un footballeur cubain, né le 25 juillet 1983 à Media Luna, dans la province de Granma.

## Biographie

### Carrière en club
Évoluant durant toute sa carrière au CF Granma, club représentant sa province natale, Ruslán Batista a l'occasion de tenter sa chance en 2017 à l'Atlético Vega Real, club du championnat de République dominicaine. Il y reste un an avant de revenir au CF Granma où il trouve la consécration personnelle lors de l'édition 2018 du championnat de Cuba, en terminant co-meilleur buteur de la saison avec 11 buts marqués (à égalité avec Allan Pérez).
Batista demeure l'un des meilleurs buteurs en activité du championnat de Cuba avec 101 buts marqués au sein du CF Granma.

### Carrière internationale
Ruslán Batista compte sept matchs internationaux avec l'équipe de Cuba, tous disputés en 2012. En effet, il prend part à quatre rencontres des qualifications à la Coupe du monde 2014, suivies de trois matchs dans le cadre des éliminatoires de la Coupe caribéenne des nations 2012, dernière compétition dont il ne jouera pas la phase finale. Il ne sera d'ailleurs plus convoqué par la suite en équipe nationale.

## Palmarès

### Distinctions individuelles
- CF Granma
  - Meilleur buteur du championnat de Cuba en 2018 ex æquo avec Allan Pérez (11 buts marqués).